# Sürgün (Imperio otomano)
Sürgün es una palabra turca, derivada del verbo sürmek ("conducir" o "avanzar"), que puede traducirse por exilio, expulsión o simplemente traslado obligatorio de un lugar a otro. En la historia del Imperio otomano, se utiliza para hacer referencia a los traslados forzosos de población ordenados por el estado como un medio de reestructurar el paisaje étnico y económico de los territorios del Imperio. El objetivo de esta medida era unas veces reforzar la defensa de las regiones fronterizas asentando en ella población considerada leal, y otras simplemente repoblar centros urbanos. La política de sürgün afectó tanto a judíos y cristianos como a musulmanes.

## Siglos XIV-XVI
El sürgün fue utilizado durante el reinado de Mehmet I para trasladar a los recién conquistados Balcanes (Rumeli) a grupos tribales turcomanos y tártaros de los territorios asiáticos del Imperio, al mismo tiempo que poblaciones cristianas de la zona eran deportadas a Tracia y Anatolia. Este trasvase de población, en uno y otro sentido, a través del estrecho de los Dardanelos, continuaría durante los reinados de Murad II y Mehmet II, aunque estos dos sultanes centraron su política demográfica sobre todo en la repoblación de ciudades. Cuando Murad II se apoderó de Salónica, obligó a asentarse en la ciudad a musulmanes de Yenice Vardar y Anatolia. Tras la conquista de Constantinopla por Mehmet II, en 1453, cristianos, judíos y musulmanes fueron enviados a la nueva capital del Imperio, cuyo crecimiento demográfico y económico se deseaba impulsar.
Desde el reinado de Bayaceto II, y al menos hasta finales del siglo XVI, el sürgün se utilizó para hacer frente a los problemas que causaban al estado otomano los kizilbas, un movimiento herético del este de Anatolia. Más tarde, en la época de Selim I, se obligó a instalarse en Estambul a mercaderes, artesanos e intelectuales de Tabriz y El Cairo. Cuando el Imperio conquistó las islas de Rodas y Chipre, en 1522 y 1571, respectivamente, el estado ordenó la inmigración musulmana a las islas, al tiempo que su población de origen griego era reasentada en la costa de Anatolia.
Se sabe poco del uso del sürgün entre los siglos XVII y XIX. Parece que en esta época el estado otomano no utilizó los traslados forzosos de población en la misma medida que durante su época de expansión.